# Москаленко Петро Петрович
Петро Петрович Москаленко (2 травня 1946, місто Фрунзе, тепер Бішкек, Киргизстан) — радянський діяч, пресувальник виробничого об'єднання «Верстатобудівний завод імені В.І.Леніна» міста Фрунзе Киргизької РСР. Член ЦК КПРС у 1990—1991 роках.

## Життєпис
У 1964 році закінчив середню школу.
У 1964—1966 роках — верстатник заводу сільськогосподарського машинобудування імені Фрунзе в місті Фрунзе Киргизької РСР.
З 1966 по 1968 рік служив у Радянській армії.
У 1969—1970 роках — електромонтажник заводу сільськогосподарського машинобудування імені Фрунзе в місті Фрунзе Киргизької РСР.
З 1970 року — пресувальник виробничого об'єднання «Верстатобудівний завод імені В.І.Леніна» міста Фрунзе (з 1991 року — Бішкек) Киргизької РСР.
Член КПРС з 1981 року.
Подальша доля невідома.